# Amerikanische Rot-Kiefer
Die Amerikanische Rot-Kiefer (Pinus resinosa) ist eine Pflanzenart aus der Familie der Kieferngewächse (Pinaceae). Sie ist im nordöstlichen Nordamerika heimisch. Der US-Bundesstaat Minnesota führt sie als Staatsbaum.

## Beschreibung

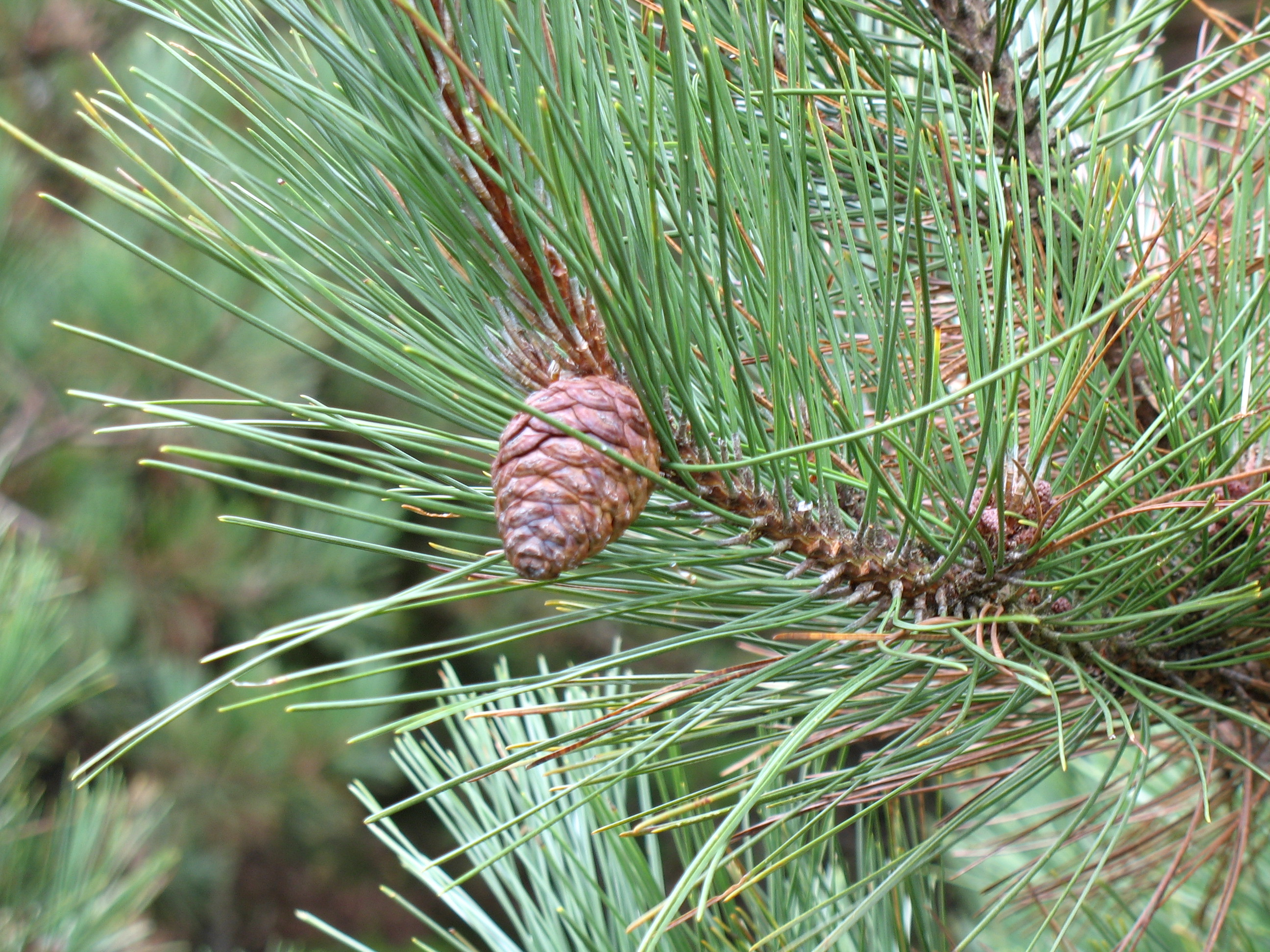
Zweig mit einem reifen, noch geschlossenen Zapfen

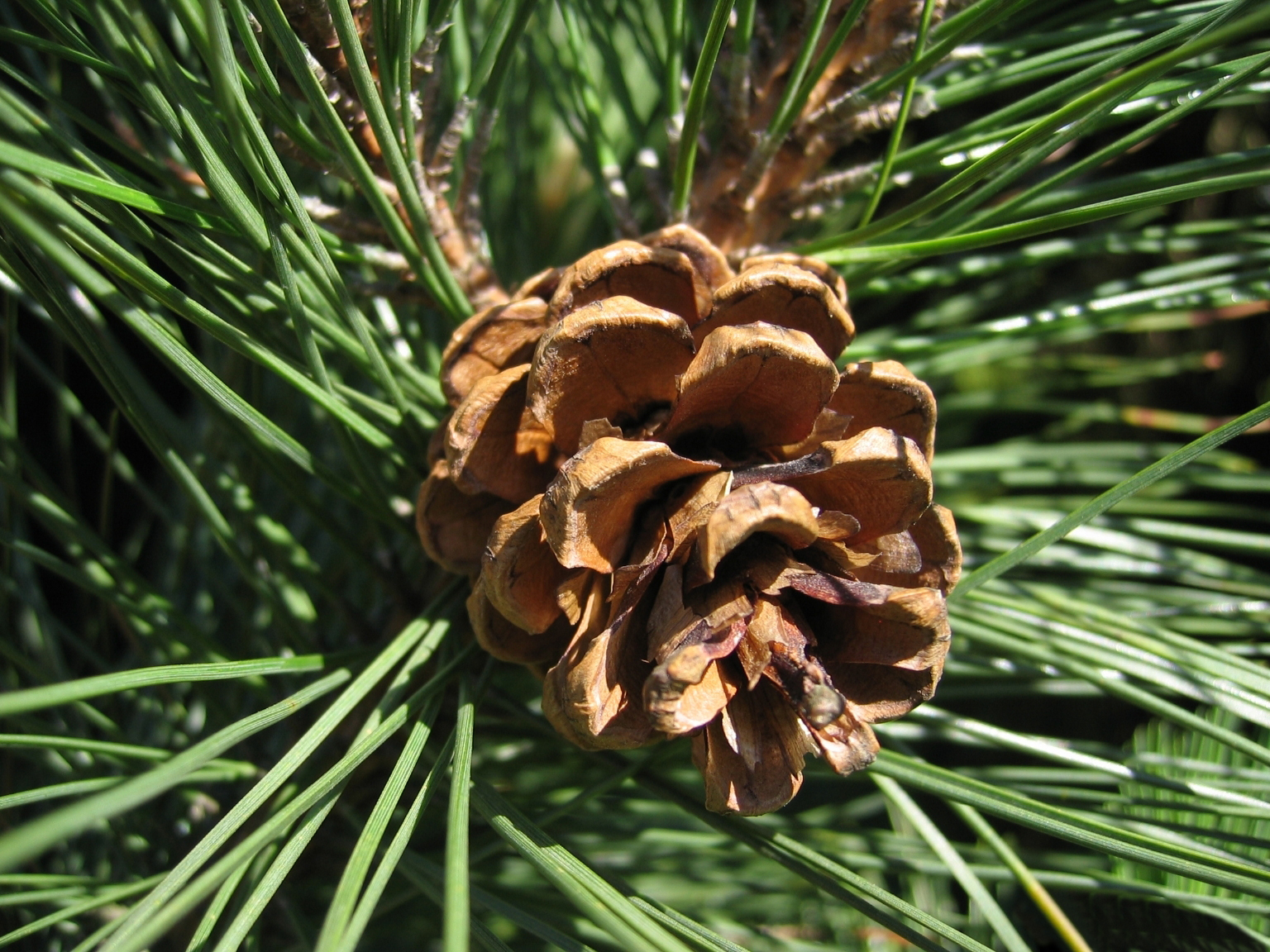
Zweig mit reifem Zapfen

### Erscheinungsbild und Rinde
Die Amerikanische Rot-Kiefer wächst als immergrüner Baum, der Wuchshöhen von bis zu 37 Meter und Brusthöhendurchmesser von bis zu 1,5 Meter erreichen kann. Der gerade Stamm endet in einer schmalen, abgerundeten Krone. Die Äste gehen gerade oder aufsteigend vom Stamm ab und ihre Zweige können Durchmesser von bis zu 1 Zentimeter erreichen. Die hell rotbraune Borke ist durch Furchen und in unregelmäßig-rechteckige und Schuppenplatten unterteilt. Die orangebraune bis rotbraune Rinde der Zweige wird mit zunehmendem Alter rauer und nimmt eine dunklere braune Färbung an.

### Knospe und Nadeln
Die rotbraunen, harzigen Knospen sind bei einer Länge von etwa 2 Zentimetern zugespitzt-eiförmig geformt. Die Ränder der Knospenschuppen sind gefranst. Die geraden oder leicht verdrehten, dunkel gelbgrünen Nadeln werden 10 bis 12 Zentimeter lang und stehen in Büscheln zu je zwei zusammen. Sowohl an der Nadeloberseite als auch an der Unterseite befinden sich schmale Stomatabänder. Die Nadelränder sind fein gesägt und die Nadelspitze ist konisch zulaufend. Die Nadeln sind spröde und brechen ab, wenn man sie biegt, wobei sie einen sauberen Bruch hinterlassen.

### Zapfen und Samen
Die dunkel purpurfarbenen männlichen Blütenzapfen sind bei einer Größe von rund 1,5 Zentimeter elliptisch geformt. Die weiblichen, fast stiellosen Zapfen sind bei einer Länge von 3,5 bis 6 Zentimetern eiförmig geformt. Zur Reife im zweiten Jahr hin sind sie hell rotbraun gefärbt. Nachdem die Zapfen die Samen entlassen haben, sind sie breit-eiförmig bis fast kugelig geformt. Die braunen Samen sind bei einer Länge von 0,3 bis 0,5 Zentimeter eiförmig geformt und besitzen einen bis zu 2 Zentimeter großen Flügel.

### Chromosomenzahl
Die Chromosomenzahl beträgt 2n = 24.

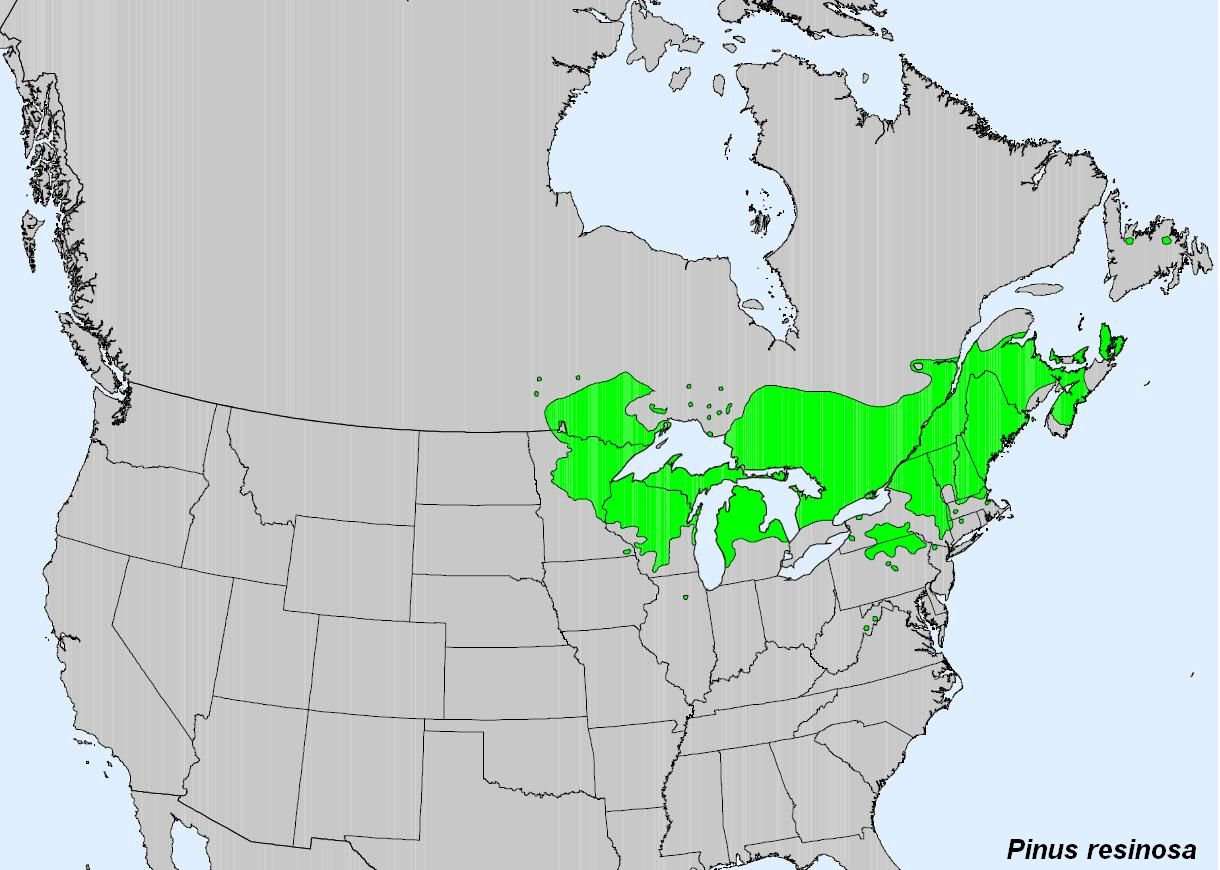
Verbreitungsgebiet

## Vorkommen und Gefährdung
Das natürliche Verbreitungsgebiet der Amerikanischen Rot-Kiefer liegt im nordöstlichen Nordamerika. In Kanada erstreckt es sich von Manitoba im Westen über Ontario, Québec bis nach Prince Edward Island, New Brunswick, Nova Scotia und Neufundland im Osten. In den USA erstreckt sich das Verbreitungsgebiet von Minnesota im Osten entlang der Großen Seen bis zur Ostküste, wo es von Maine im Norden bis nach New Jersey im Süden reicht. Die südliche Verbreitungsgrenze im Landesinneren liegt in Illinois und West Virginia.
Die Amerikanische Rot-Kiefer gedeiht in Höhenlagen von 200 bis 1300 Metern auf sandigen Böden. Sie wächst vor allem in borealen Nadelwäldern.
Die Amerikanische Rot-Kiefer wird in der Roten Liste der IUCN als „nicht gefährdet“ eingestuft. Es wird jedoch darauf hingewiesen, dass eine erneute Überprüfung der Gefährdung notwendig ist.

## Systematik
Die Erstveröffentlichung als Pinus resinosa erfolgte 1789 durch William Aiton in  Hortus Kewensis; or, a Catalogue of the Plants Cultivated in the Royal Botanic Garden at Kew. London, Band 3, Seite 367. Eins Synonym für Pinus resinosa Aiton ist Pinus rubra Michx.f. nom. illeg.

## Nutzung
Die Amerikanische Rot-Kiefer war früher in der Region um die Großen Seen die wichtigste Baumart für die Holzgewinnung.